# Sagrario

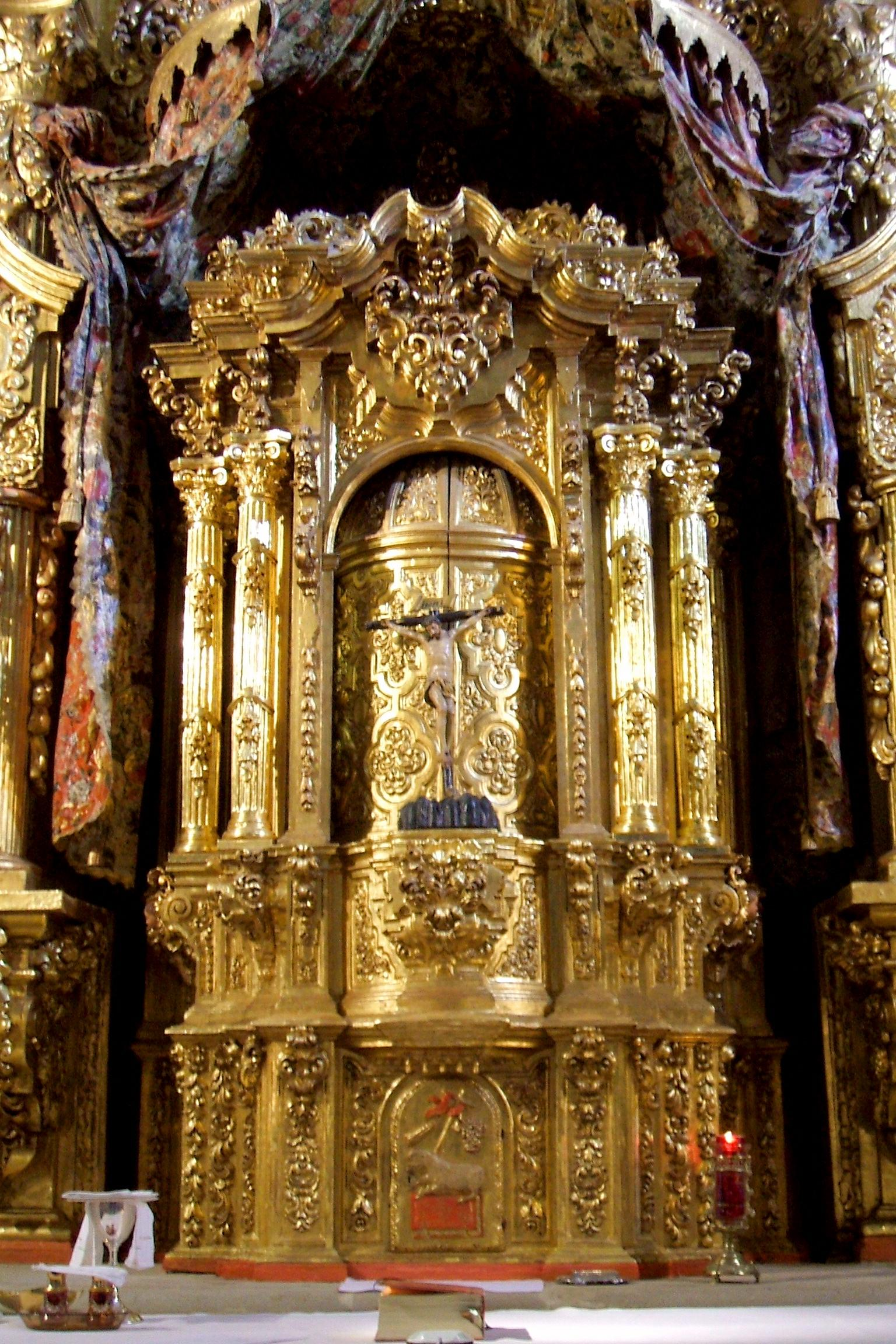
Sagrario barroco del retablo mayor de la iglesia del Convento de la Encarnación (MM Carmelitas Descalzas) de Baeza (Jaén, Andalucía, España).

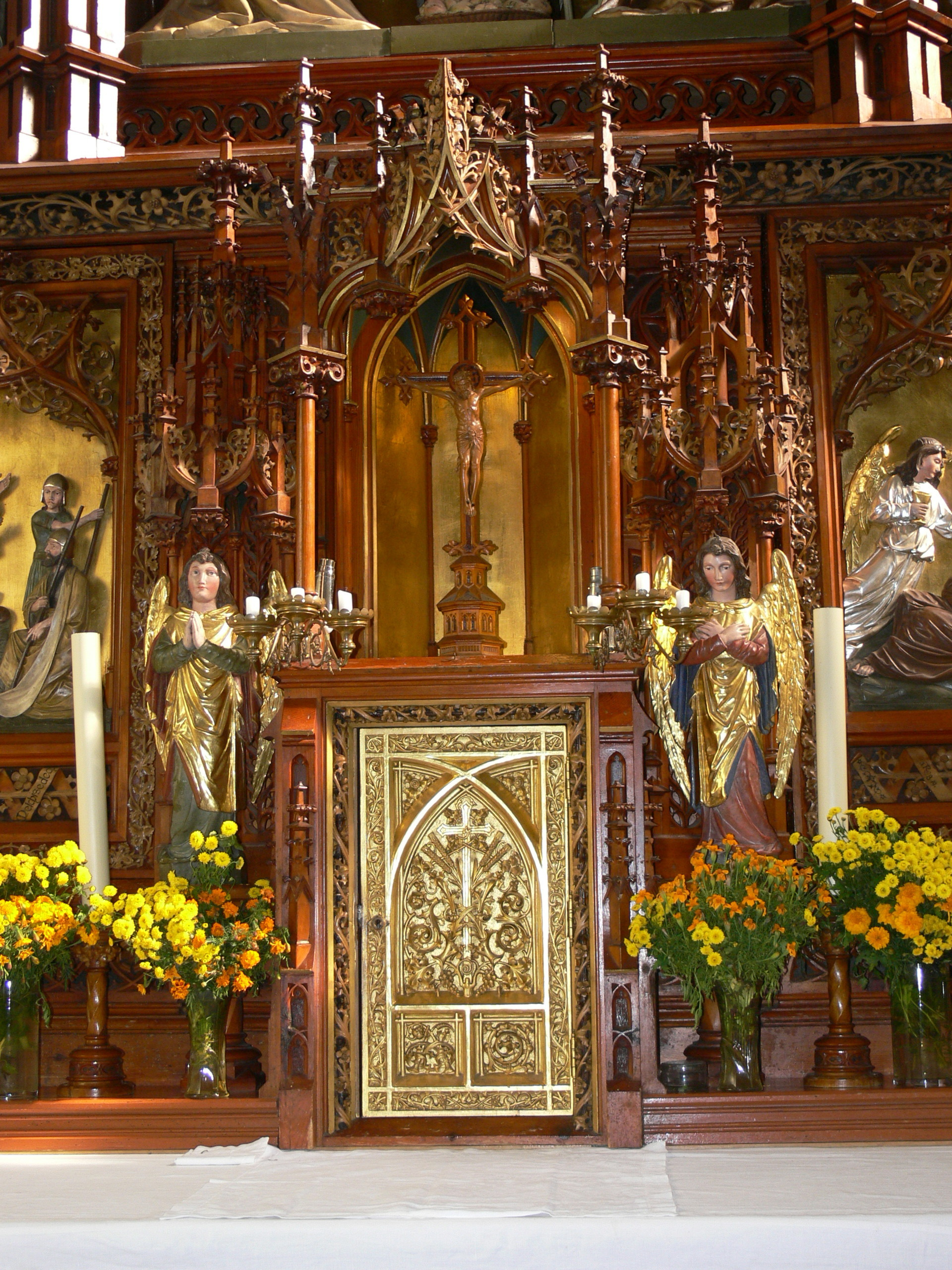
Sagrario de la Iglesia de San Nicolás en Haslach, Austria, el tabernáculo está coronado por un manifestador o exporitorio concebido para exponer el Santísimo Sacramento.

En la religión católica el sagrario o tabernáculo es el lugar donde se guarda la sagrada hostia en los templos.
El sagrario o tabernáculo se añade con frecuencia al retablo y puede tenerse como parte integral de este desde el siglo XV en que se encuentra generalizada esta práctica. Antes de dicho siglo fue muy variada la costumbre del reservado; en la era de las persecuciones se guardaba el sacramento en lienzos o en cajitas que llevaban a sus casas los fieles. En la época constantiniana y en los siglos posteriores inmediatos, se suspendía en una caja de oro sobre el altar y pendiente del baldaquino o se colocaba esta en un nicho del ábside en la sacristía o simplemente sobre el altar.
Más adelante cuando se establecieron los retablos fijos, se ponía en un sagrario detrás del retablo. En algunas iglesias importantes, como las catedrales de la Corona de Aragón, se coloca en un alto camarín detrás del retablo, perforándose este en un gran espacio ovalado y cubierto con vidrios para que a través de ellos se vea de lejos la luz que ilumina el mencionado camarín. En el estudio de la historia influye mucho, porque nos cuenta la historia del mundo en el tiempo de edificación del templo al que pertenece.
Algunos sagrarios suelen tener en la parte superior un dosel o templete, el cual es diáfano y abovedado, llamado manifestador o exporitorio, utilizado para exponer en su interior, de forma temporal o permanente, el Santísimo Sacramento (hostia consagrada alojada en la custodia u ostensorio).